# Holonotus laevithorax
Holonotus laevithorax là một loài bọ cánh cứng trong họ Cerambycidae.